# Pyrinia alvarezata
Pyrinia alvarezata är en fjärilsart som beskrevs av Charles Oberthür 1912. Pyrinia alvarezata ingår i släktet Pyrinia och familjen mätare. Inga underarter finns listade.